# Hayden Foxe
Hayden Foxe, född 23 juni 1977 i Sydney i Australien, är en australisk före detta fotbollsspelare.